# Heteropalpus smaragdinus
Heteropalpus smaragdinus là một loài bọ cánh cứng trong họ Cerambycidae.